# Heinrich von Stiten († 1484)
Heinrich von Stiten († 1484 in Lübeck) war ein Bürgermeister der Hansestadt Lübeck.

## Leben
Heinrich von Stiten wurde 1447 in den Rat der Stadt Lübeck erwählt. In der Zeit von 1453 bis 1458 verwaltete er als deren Amtmann das Beiderstädtische Amt Bergedorf. 1463 hatte er das Kommando über die Ausliegerschiffe der Lübecker Flotte. 1466 wurde er im Rat zu einem der Bürgermeister bestimmt und war fortan im Wesentlichen als Außenpolitiker der Stadt überliefert. 1467 schlichtete er gemeinsam mit weiteren Ratsherren und dem Lübecker Ratssyndicus Johannes Osthusen einen Streit zwischen der Stadt Wismar und deren Bürgermeister Peter Langjohann und im November des Jahres führte er in Oldesloe Gespräche mit Graf Gerhard IV. von Oldenburg über den Konflikt zwischen dessen Bruder König Christian I. von Dänemark und König Karl VIII. von Schweden. Er vertrat die Stadt auch 1469 bei den zwischen Dänemark und Schweden geführten Friedensverhandlungen sowie erneut bei Verhandlungen mit Christian I. 1476 in Hadersleben. In Testamenten Lübecker Bürger wird er mehrfach als Urkundszeuge und als Vormund aufgeführt.

Er gehörte seit 1467 der Zirkelgesellschaft an und war Eigentümer der Güter Schönböken und Kastorf. Er bewohnte das Haus Mengstraße 2 in Lübeck.

## Familie
Die adlige Familie von Stiten gehört zu den bedeutenden Lübecker Ratsfamilien des Spätmittelalters und der Frühen Neuzeit. Heinrich von Stiten war in erster Ehe verheiratet mit der Witwe Margaretha von dem Hofe, geb. Brekewoldt, Tochter des Ratsherrn Konrad Brekewoldt. Hartwig von Stiten, Sohn aus dieser ersten Ehe wurde ebenfalls Bürgermeister der Stadt. 1459 heiratete Heinrich von Stiten in zweiter Ehe die Witwe Margaretha Steen geborene Vinke (auch Vincke).